# Élections générales britanno-colombiennes de 1991
Les élections générales britanno-colombiennes de 1991 constituent la 35e élection provinciale de la Colombie-Britannique au Canada. Elles visent à élire les membres de l'Assemblée législative de la Colombie-Britannique. Déclenchées le 19 septembre 1991, elles ont lieu le 17 octobre 1991. Le Parti Crédit social de la Colombie-Britannique titulaire, qui avait été assailli de scandales pendant le seul terme de Bill Vander Zalm comme premier ministre est vaincu par le Nouveau Parti démocratique de Michael Harcourt.  Le chef du Parti libéral Gordon Wilson surprend les observateurs en menant son parti à gagner un tiers des voix, formant l'opposition parlementaire du corps législatif.  La nouvelle assemblée législative se rencontre pour la première fois le 17 mars 1992.

## Sondages
| Dernier jour du sondage | NPD     | Libéral | Crédit social | Autres | Sondeur    | Échantillon | ME    | Source |
| ----------------------- | ------- | ------- | ------------- | ------ | ---------- | ----------- | ----- | ------ |
| Dernier jour du sondage |         |         |               |        | Sondeur    | Échantillon | ME    | Source |
| Résultats du vote       | 40,7    | 33,3    | 24,1          | 1,9    |            |             |       |        |
| 10 octobre 1991         | 38      | 30      | 29            | 3      | Angus Reid | 1 004       | ± 3,1 | [ 1 ]  |
| 25 septembre 1991       | 48 (39) | 11 (9)  | 39 (32)       | 2 (2)  | NC         | NC          | NC    | [ 2 ]  |
| 15 juillet 1990         | 47      | 8       | 36            | 9      | Angus Reid | 801         | ± 3,5 | [ 3 ]  |
| 21 janvier 1990         | 49      | NC      | 43            | NC     | Angus Reid | 470         | ± 4,2 | [ 4 ]  |
| 25 avril 1989           | 53      | 10      | 32            | 5      | Angus Reid | 807         | ± 3,5 | [ 5 ]  |
| 20 avril 1989           | 48      | 11      | 35            | 6      | Marktrend  | NC          | NC    | [ 5 ]  |
| 4 novembre 1988         | 43      | 18      | 34            | 5      | Marktrend  | NC          | NC    | [ 5 ]  |
| 1er octobre 1988        | 41      | NC      | 23            | NC     | Goldfarb   | 1 000       | ± 3,0 | [ 6 ]  |
| 29 novembre 1987        | 46 (31) | 6 (4)   | 40 (27)       | 7 (5)  | NC         | 475         | ± 4,5 | [ 7 ]  |
| Élections de 1986 (en)  | 42,6    | 6,7     | 49,3          | 1,4    |            |             |       |        |